# Irmgard Praetz
Irmgard Praetz (Alemania, 9 de agosto de 1920-7 de noviembre de 2008) fue una atleta alemana especializada en la prueba de salto de longitud, en la que consiguió ser campeona europea en 1938.

## Carrera deportiva
En el Campeonato Europeo de Atletismo de 1938 ganó la medalla de oro en el salto de longitud, con un salto de 5.88 metros, por delante de la polaca Stanisława Walasiewicz (plata con 5.81 metros) y la también alemana Gisela Voß (bronce con 5.47 metros).